# 昌和自動車
昌和自動車株式会社（しょうわじどうしゃ、SHOWA-AUTO CORPORATION. ）は、かつて大阪府大阪市に本社を置いていた自動車ディーラー。ポルシェの正規ディーラーを手掛けていた。

## 概要
ミツワ自動車が日本におけるポルシェの輸入権を獲得した6年後である1959年7月に設立。ポルシェディーラーとしては老舗の部類に入り、日本で最も長い歴史を持つポルシェディーラーの1社に数えられていた。業績の長さからリピーターが多く、富裕層を中心に顧客基盤を築いていた。
当初は新車のみ取り扱っていたが、ポルシェジャパンへ輸入権が移行した6年後である2003年に中古車の取扱を開始。2005年以降は、ポルシェジャパンが推進するブランド維持向上策に準拠しする形で西大阪ポルシェセンターならびに西宮ポルシェセンターを開業させ、4店舗体制での営業となった。
しかし、2018年に顧客とのトラブルにより大幅の赤字を計上した他、2019年に入ってからは、輸送トラブルが発生して販売計画の大幅見直しを迫られ、幹部社員による横領が発覚するなど、社内管理体制の不備が明らかとなるとともに、資金繰りが悪化。このため昌和自動車は、2019年8月に金融機関に対して返済猶予を申請した。その過程において、架空在庫や売り上げの過大計上などによる粉飾決算が発覚したため、金融機関との交渉は平行線をたどった。
昌和自動車は、2019年12月に事業を新設会社「SHOWA AUTO株式会社」へ譲渡。SHOWA AUTOは2020年1月1日から昌和自動車から譲受した4店舗の営業を開始した。
昌和自動車は清算手続きに入っていたが、2020年8月27日に大阪地方裁判所から破産手続開始決定を受けた。負債総額は約38億6000万円。そして2022年7月28日に法人格が消滅した。

## 営業していた店舗
- ポルシェセンター堺（大阪府堺市堺区）
- ポルシェセンター堺 西大阪認定中古車センター（大阪府大阪市西淀川区、本社と同一）
- ポルシェセンター西宮（兵庫県西宮市）
- ポルシェセンター西宮 甲子園認定中古車センター（兵庫県西宮市）